# 逃亡奴隷

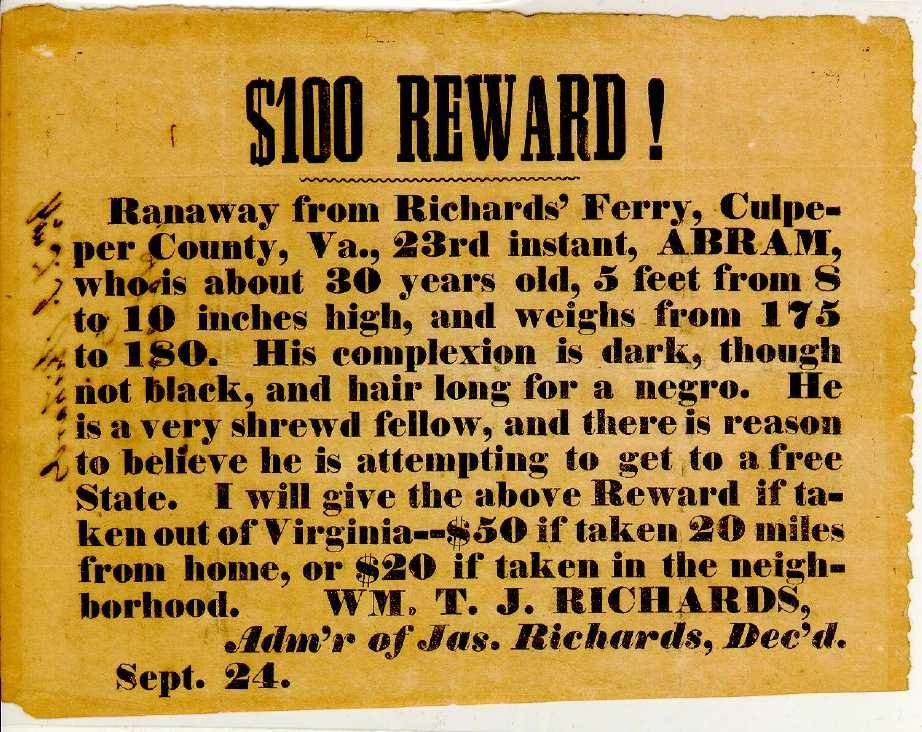
逃亡奴隷の報酬案内。奴隷の特徴が書かれている

逃亡奴隷（とうぼうどれい）とは、主人の拘束から逃亡した奴隷のこと。

## 概要
奴隷の逃亡は奴隷制度のある場所では古代より存在し、例えば律令制の日本でも奴婢の逃亡は禁じられ、捕亡律には逃亡した奴婢の処罰についての規定が、捕亡令には逃亡した奴婢を捕捉した場合の規定が設けられている。
奴隷は主人の私有財産とみなされていたため、奴隷が逃亡することは本人から見れば「自力による奴隷解放」行為であり、主人側から見れば奴隷の従順義務に反し、なおかつ自己の財産権の侵奪に当たることとされた。また、プランテーションに代表される大勢の人間の労働力を必要とされる生産経営には、奴隷は不可欠な存在であると考えられ、その逃亡はその経営基盤の破壊につながるとともに、反乱などの発生も危惧された。このため、奴隷法の基本は、逃亡をいかにして防止するかに重点が置かれ、鞭打ちや烙印のみならず、劓のような残虐な刑罰を科される例もあった。
逃亡奴隷の歴史において、最も著名なのは16世紀から19世紀にかけて展開されたアメリカ大陸の逃亡奴隷である。
カリブ海沿岸地域を含めた南アメリカでは、プランテーションの労働力として連れてこられた黒人奴隷が乗船前のアフリカ大陸もしくは航海中の奴隷船上の段階（奴隷貿易）で逃亡し、到着後も過酷な労働や主人の虐待から自由になるために個人もしくは集団で逃亡して山地や森林、都市部に逃亡する例があった。一部はマルーンと呼ばれる逃亡奴隷による自治共同体を形成して、白人支配層と戦うことも珍しくなかった。そのような逃亡奴隷の共同体から、国家を築いて植民地支配体制にとっての深刻な脅威となるまでに発達したものとして、ブラジルのキロンボ・ドス・パルマーレスが特筆される。また、単に家族や恋人に会うことを目的とした一時的サポタージュ・日常的反抗行為も逃亡奴隷に含まれる場合があった。逃亡奴隷には男性が多く、地域や出身部族による偏りがみられた。
一方、イギリスなどの植民地となった北アメリカにも多くの黒人奴隷が使用されていた。アメリカ合衆国成立後、州権論の立場から南部のプランテーション経営者の意向を受けて奴隷制度が南部諸州では継続され、1793年には最初の逃亡奴隷法が制定された。その後も南部の奴隷州と北部の自由州の範囲を巡って政治的対立が生じ、また南部の奴隷が単独であるいは地下鉄道などの協力者を得て北部の自由州、更に19世紀前半に奴隷制度が廃止されていたカナダに脱出を図る者が相次いだ。そのため、1850年には逃亡奴隷法の改正が行われ、南部の奴隷所有者の財産保護の関連から、本来奴隷制度が認められない北部の自由州においても執行官・連邦保安官による逃亡奴隷の取締が行われるようになった。これには逃亡奴隷のみならず、自由州の白人の激しい反発を招き、南北戦争の原因の1つともなった。